# Почта Гвинеи
Почтовое ведомство Гвинеи (фр. L’Office de la Poste Guinéenne) — национальный оператор почтовой связи Гвинеи со штаб-квартирой в Конакри. Общественное учреждение промышленно-коммерческого характера, конкурирующее с десятком частных операторов. Входит в число стран — участниц Всемирного почтового союза (ВПС; с 1959).

## Описание
Почтовое ведомство Гвинеи (фр. L’Office de la Poste Guinéenne) осуществляет свою деятельность на основании закона № 017 о почтовой отрасли от 8 сентября 2005 года и постановления от 2 июня 1992 года. Действует в 33 префектурах страны и предоставляет почтовые услуги на всей территории Гвинеи и за рубежом. В наши дни в почтовом ведомстве Гвинеи насчитывается 174 сотрудников. В стране работают 74 почтовых отделения, в том числе 40 офисов в рабочем, другие — в аварийном состоянии.
С августа 2016 года владеет дочерней компанией, специализирующейся на предоставлении финансовых услугах, в партнерстве с инвестиционной компанией M&A Capital: Poste Finances Guinée.

## История
Впервые почтовые услуги на территории нынешней Гвинеи стали предоставляться в 1899 году, когда на той территории Французской Гвинеи, которая была передана ей из Французского Судана, заработало почтовое отделение в г. Сигири, в котором использовались почтовые марки Французского Судана.